# Lagynochthonius proximus
Lagynochthonius proximus es una especie de arácnido  del orden Pseudoscorpionida de la familia Chthoniidae.

## Distribución geográfica
Se encuentra en Jamaica y la República Dominicana.